# Петряну
Петряну (рум. Petreanu) — село у повіті Вранча в Румунії. Входить до складу комуни Пояна-Крістей.
Село розташоване на відстані 154 км на північний схід від Бухареста, 19 км на захід від Фокшан, 90 км на захід від Галаца, 103 км на схід від Брашова.

## Населення
За даними перепису населення 2002 року у селі проживали 205 осіб, усі — румуни. Усі жителі села рідною мовою назвали румунську.